# Ludwig Stickelberger

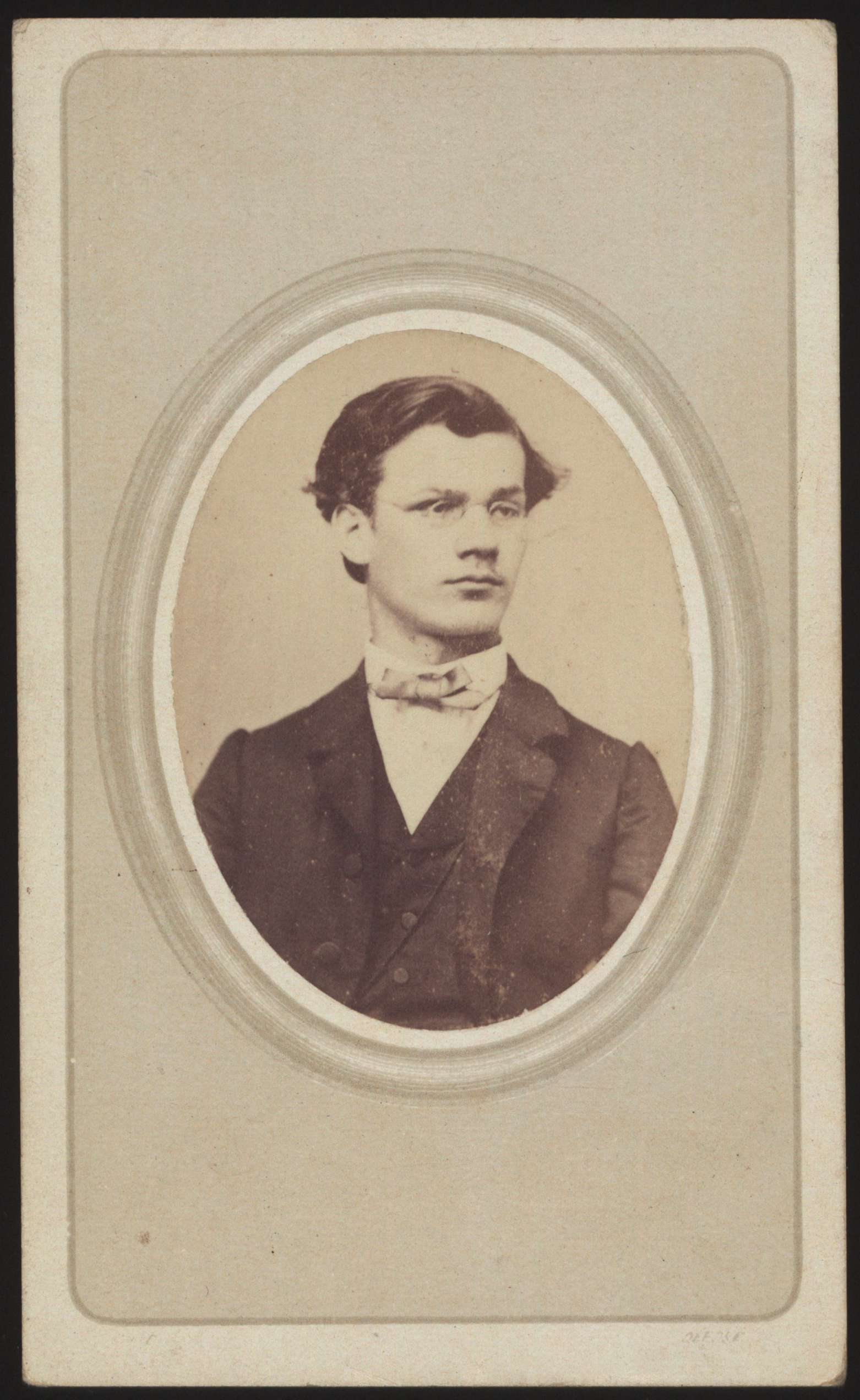
Ludwig Stickelberger (zwischen 1870 und 1890)

Ludwig Stickelberger (* 18. Mai 1850 in Buch; † 11. April 1936 in Basel) war ein Schweizer Mathematiker.
Stickelberger wurde in Buch im Kanton Schaffhausen als Pfarrerssohn geboren. 1867 machte er seinen Abschluss am Humanistischen Gymnasium in Schaffhausen und studierte in Heidelberg und Berlin. Von 1872 bis 1874 arbeitete er als Gymnasiallehrer in Schaffhausen und Schiers. 1874 wurde er bei Karl Weierstraß in Berlin mit einer Arbeit über die Transformation quadratischer Formen in Diagonalform (De problemate quodam ad duarum bilinearium vel quadraticarum transformationem pertinente) promoviert. Im selben Jahr habilitierte er sich am Polytechnikum in Zürich, wo er bis 1879 als Privatdozent tätig war. 1879 wurde er ausserordentlicher Professor in Freiburg im Breisgau. Von 1894 bis 1919 war er dort ordentlicher Professor und danach bis 1924 ordentlicher Honorarprofessor. 1925 übersiedelte er in die Schweiz nach Basel. 1895 wurde er Mitglied der Leopoldina. Er war 1909–1924 ausserordentliches, danach auswärtiges Mitglied der Heidelberger Akademie der Wissenschaften.
Seine Untersuchungen betreffen unterschiedliche Bereiche der Algebra (beispielsweise mit seinem Freund Ferdinand Georg Frobenius über Gruppentheorie), Analysis und Zahlentheorie, in denen er sich „als einer der scharfsinnigsten Schüler von Weierstraß“ zeigte (Heffter in seinem Nachruf). Bekannt sind vor allem seine Arbeiten zum Kreisteilungskörper (Ueber die Verallgemeinerung der Kreistheilung). Dort liefert der Satz von Stickelberger explizit formale Summen {\displaystyle S} von Elementen der Galoisgruppe {\displaystyle G=\{\sigma _{a}|a\in (\mathbb {Z} /p\mathbb {Z} )^{*}\}=\{\sigma _{a}|a\in (1,\ldots ,(p-1))\}} des Kreisteilungskörpers {\displaystyle \mathbb {Q} (\zeta _{p})}, die auf ein beliebiges Ideal {\displaystyle I} im Ring der ganzen Zahlen {\displaystyle \mathbb {Z} (\zeta _{p})} des Kreisteilungskörpers angewandt ein Hauptideal ergeben. {\displaystyle S} „annihiliert“ das Ideal {\displaystyle I}, es ist ein Annihilitor der Idealklassengruppe von {\displaystyle \mathbb {Q} (\zeta _{p})}. Nach dem Satz von Stickelberger ist {\displaystyle S} ein Vielfaches des Stickelberger-Elements
{\displaystyle \theta ={\frac {1}{p}}\sum _{a\in (\mathbb {Z} /p\mathbb {Z} )^{*}}a\sigma _{a}^{-1}}
aus {\displaystyle \mathbb {Q} [G]}, das in {\displaystyle \mathbb {Z} [G]} liegt (das heisst, es gibt ein {\displaystyle \beta \in \mathbb {Z} [G]}, sodass {\displaystyle S=\beta \theta \in \mathbb {Z} [G]}).
Stickelberger liegt in Freiburg begraben. Er war seit 1895 verheiratet und hatte einen Sohn, der wie seine Frau vor ihm 1918 verstarb.
Zu seinen Doktoranden zählen Heinrich Kapferer und der spätere deutsche Reichskanzler Joseph Wirth.